# Ilburnia rocki
Ilburnia rocki är en insektsart som först beskrevs av Frederick Arthur Godfrey Muir 1916.  Ilburnia rocki ingår i släktet Ilburnia och familjen sporrstritar. Inga underarter finns listade i Catalogue of Life.